# A Little Bit Longer
Albums de Jonas Brothers
Jonas Brothers Lines,Vines and Trying Time
A Little Bit Longer est le troisième album des Jonas Brothers et le deuxième sous le label Hollywood Records aux États-Unis. Il est sorti le 12 août 2008 aux États-Unis. Le premier extrait de l'album est Burnin' Up qui a été diffusé pour la première fois le 20 juin 2008, le même jour le clip vidéo de Burnin' Up est diffusé sur Disney Channel, suivi par le téléfilm Camp Rock, où les frères Jonas tiennent un rôle.
Le packaging de l'album est fait avec des matériaux recyclés.

## Titres

### Pistes
| #  | Titre                                                                               |
| -- | ----------------------------------------------------------------------------------- |
| 1  | BB Good Auteur/Compositeur(s): Nicholas Jonas, Joseph Jonas, Kevin Jonas II         |
| 2  | Burnin'up Auteur/Compositeur(s): Nicholas Jonas, Joseph Jonas, Kevin Jonas II       |
| 3  | Shelf Auteur/Compositeur(s): Nicholas Jonas, Joseph Jonas, Kevin Jonas II           |
| 4  | One Man Show Auteur/Compositeur(s): Nicholas Jonas, Joseph Jonas, Kevin Jonas II    |
| 5  | Lovebug Auteur/Compositeur(s): Nicholas Jonas, Joseph Jonas, Kevin Jonas II         |
| 6  | Tonight Auteur/Compositeur(s): Nicholas Jonas, Joseph Jonas, Kevin Jonas II         |
| 7  | Can't Have You Auteur/Compositeur(s): Nicholas Jonas, Joseph Jonas, Kevin Jonas II  |
| 8  | Video Girl Auteur/Compositeur(s): Nicholas Jonas, Joseph Jonas, Kevin Jonas II      |
| 9  | Pushing Me Away Auteur/Compositeur(s): Nicholas Jonas, Joseph Jonas, Kevin Jonas II |
| 10 | Sorry Auteur/Compositeur(s): Nicholas Jonas, Joseph Jonas, Kevin Jonas II           |
| 11 | Got Me Going Crazy Auteur/Compositeur(s): Nicholas Jonas                            |
| 12 | A Little Bit Longer Auteur/Compositeur(s) : Nicholas Jonas                          |
| 13 | When You Look Me In The Eyes Auteur/Compositeur(s) : Nicholas Jonas                 |

### Singles
- 2008 : Burnin' Up
- 2008 : Lovebug
- 2008 : Tonight

## Certifications
| Pays                       | Certification | Unités certifiées |
| -------------------------- | ------------- | ----------------- |
| Brésil (Pro-Música Brasil) | Platine       | 60 000            |
| Canada (Music Canada)      | 2 × Platine   | 160 000           |
| États-Unis (RIAA)          | Platine       | 1 000 000         |
| Irlande (IRMA)             | Or            | 7 500             |
| Mexique (AMPROFON)         | Platine       | 80 000            |
| Nouvelle-Zélande (RMNZ)    | Or            | 7 500             |
| Pologne (ZPAV)             | Or            | 10 000            |
| Royaume-Uni (BPI)          | Or            | 100 000           |